# Bonapartyzm

Herb I Cesarstwa Francuskiego

Bonapartyzm – ideologia polityczna pochodząca z XIX-wiecznej Francji, forma monarchizmu inspirowana działalnością Napoleona I.
Jej zwolennicy utworzyli silną frakcję polityczną rządzącą w okresie I Cesarstwa Francuskiego i II Cesarstwa Francuskiego.

## Charakterystyka
Początek bonapartyzmu wiąże się z obaleniem Dyrektoriatu 9 listopada 1799. Napoleon, skupiając w swym ręku władzę, godził jedynowładztwo z koncepcjami rewolucyjnymi. Odwoływał się do woli narodu, uznając się reprezentantem jego dążeń (na początku jako konsul, a następnie cesarz). Bonapartyzm to odrzucenie parlamentaryzmu na rzecz władzy cesarza, który stoi na czele rządu.
Bonapartyzm w węższym sensie to frakcja polityczna dążąca do wskrzeszenia we Francji cesarstwa pod rządami rodziny Napoleona Bonapartego i jego bratanka Ludwika (Napoleona III). Bonapartyzm w szerszym sensie to ideologia polityczna głosząca potrzebę istnienia scentralizowanej, silnej nowoczesnej monarchii, która stawia sobie za zadanie odpowiadać potrzebom ludu.
Bonapartyzm rozwinął się po 1815 wśród licznych we Francji zwolenników Napoleona I, którzy nigdy nie zaakceptowali klęski pod Waterloo i postanowień kongresu wiedeńskiego.

## Marksizm
Karol Marks poświęcił swoje dwie prace 18 brumaire’a Ludwika Bonaparte oraz Walki klasowe we Francji, 1848-1850 analizie zmagań politycznych we Francji w połowie XIX wieku. Marks zastosował w tych pracach termin Bonapartyzm w odniesieniu do sytuacji, w której rewolucja zostaje przejęta przez kontrrewolucyjnego przywódcę wojskowego (lub ich grupę), co doprowadza do zniekształcenia jej pierwotnych celów i wykorzystania jej dynamiki na rzecz osiągnięcia przez przywódcę swoich osobistych celów. Marks twierdził, że tego typu mechanizm wystąpił w przypadku przejęcia i ucementowania władzy zarówno przez Napoleona I, jak i Napoleona III Bonaparte. Lew Trocki analizując przebieg rewolucji październikowej oraz jej późniejsze dzieje, przedstawiał Józefa Stalina jako Bonapartystę, odwołując się do terminu wprowadzonego przez Marksa.